# Fort Oranje (Nieuw-Nederland)

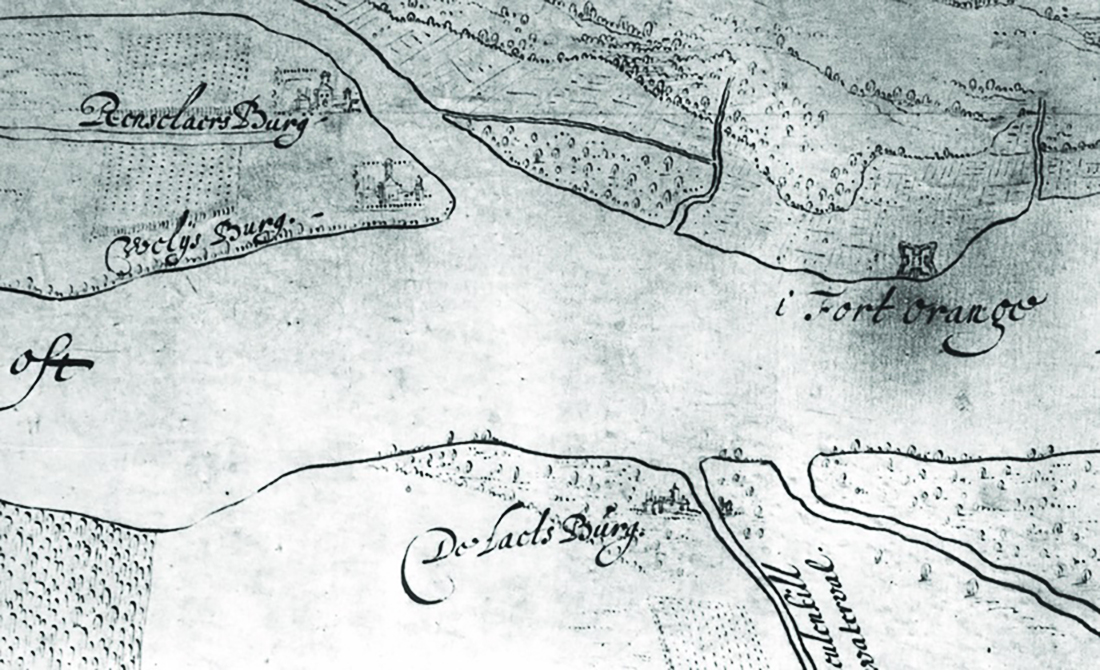
Fort Oranje (circa 1630 - Rensselaerswyck-kaartdetail)

Fort Oranje (Fort Oranije - Engels: Fort Orange) was een van de eerste door Nederlanders gebouwde permanente forten in het gebied waar vandaag de dag de stad Albany in de Amerikaanse staat New York ligt. Het lag op de westelijke oever van de rivier de Hudson. Fort Oranje verving het eerder gebouwde Fort Nassau dat vaak te kampen had met hevige overstromingen.

## Vroegste overleveringen
Uit overleveringen is bekend dat een eerste schip van de Oost-Indische Compagnie in 1610 de Hudson River opvoer om onderzoek te doen naar mogelijkheden voor de handel in dierenvachten. In 1614 werd op een gunstige locatie, waar de bewoners vriendelijk waren, een fort gebouwd en enkele handelshuizen, de plaats kreeg de naam Fort Oranje. In dezelfde tijd werd er meer stroomafwaarts eveneens een fort met handelshuizen gebouwd, Nieuw-Amsterdam.
In 1621 werd in de Nederlanden de West-Indische Compagnie (WIC) opgericht die vanaf 1623 activiteiten aan de Hudson River ging ontplooien met als doel kolonisatie van het gebied. Er werden kolonisten heen gestuurd onder leiding van Cornelis Jacobse Mey, die zich in het gebied vestigden. Deze mensen waren veelal afkomstig uit de armere groepen die in de nieuwe wereld een beter leven zochten. De kolonie kreeg de naam Nieuw-Nederland.

## Handel
Fort Oranje was in feite een van hout gemaakte vesting en werd in 1624 in gebruik genomen door de West-Indische Compagnie. Het diende als handelspost voor de bonthandel die in die tijd een grote inkomstenbron was voor de WIC. Tegelijkertijd zeilden twee schepen naar de Hudson met aan boord een groep bewoners van Wallonië, daaronder Peter Minuit, die zich in Long Island vestigden tegenover Nieuw Amsterdam. Minuit kreeg de functie van Opper-Koopman.
De handel werd in vijf jaar sterk uitgebreid, lokale bewoners kwamen vanuit de wijde omgeving naar de vestigingen met hun handelswaar, bijvoorbeeld uit de omgeving van Quebec.

## Kolonisatie en bestuur

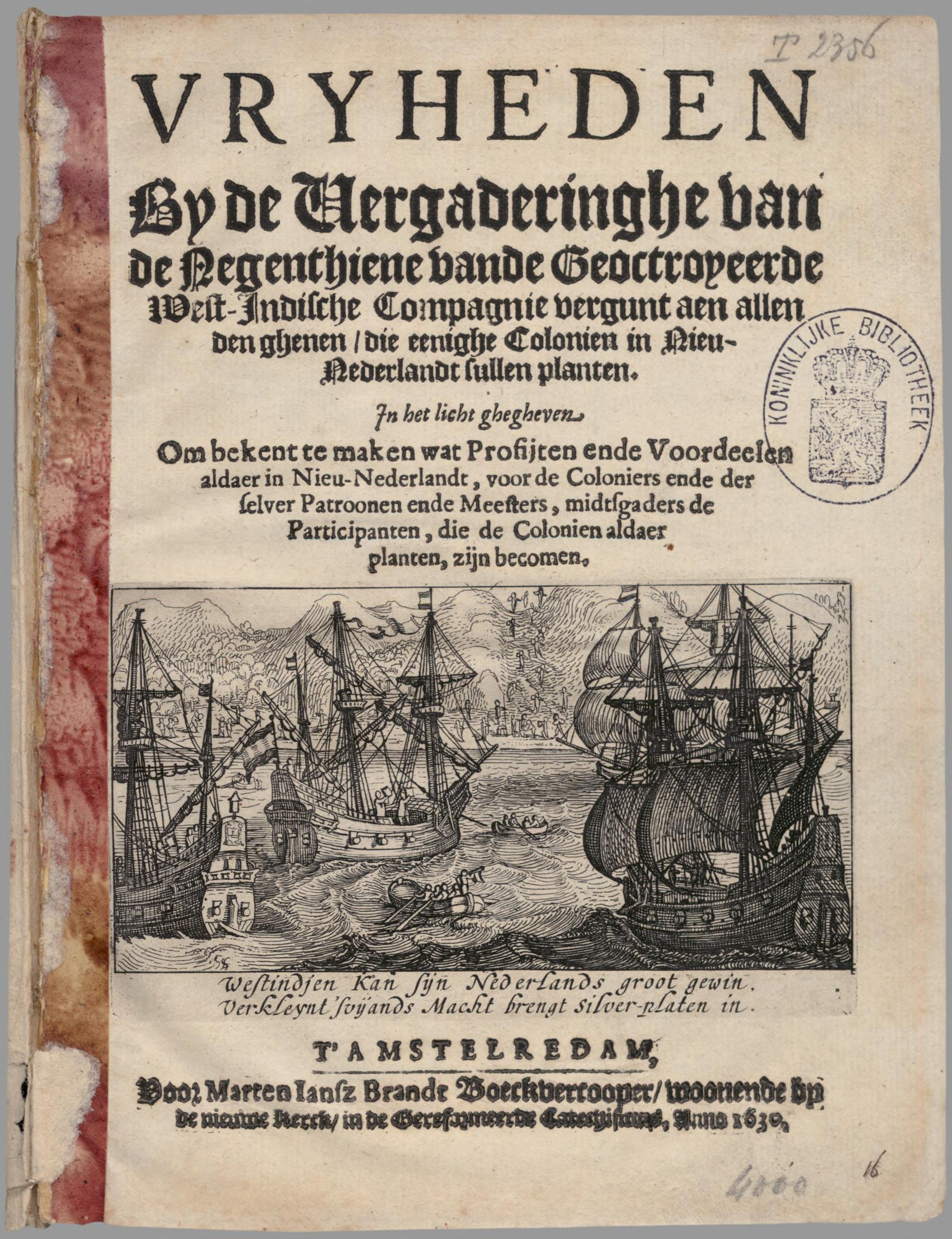
Handvest van Vrijheden en Vrijstellingen (1626)

Ligging van Fort Oranje

In 1628 vertrokken drie kapersvloten van de WIC op veroveringstocht naar het Caraibisch gebied met als doel het jaarlijkse transport over zee van kostbaarheden uit de Spaanse koloniën in Midden- en Zuid-Amerika naar Spanje te onderscheppen. Kaaptochten werden in die tijd voor rechtsgeldig gehouden als het schip uit een land kwam waarmee men in oorlog was. De operatie lukte en bracht de WIC ruim 11,5 miljoen gulden op. Met deze volle kas pakte de Compagnie onder andere de kolonisatie van Noord-Amerika op. Dat betekende in de regel dat men middelen vergaarde om een vloot met bemanning te organiseren, ergens heenvoer en dan met geweld, met diplomatie of een mengvorm, zich grote stukken grond toe-eigende om deze te (laten) exploiteren.
In 1629 stelde de WIC het Handvest van de Vrijheden en Vrijstellingen vast dat werd goedgekeurd door de Staten-Generaal van de Republiek der Zeven Verenigde Nederlanden met basisregels voor de uitgifte van land in de nieuwe koloniën.
De 31 artikelen in het handvest waren bedoeld als een aanmoediging voor mensen uit de Nederlanden om zich in de nieuwe kolonie te vestigen. Een persoon die een nederzetting vestigde bestaand uit 50 personen van minstens 15 jaar oud, kreeg in Nieuw-Nederland de rang van Patroon met daarbij horende rechten. De status van deze rang was gelijk te stellen aan die van een baron of graaf in het feodalisme in het thuisland. Een patroon mocht vrij en zonder beperking land uitkiezen dat hem en zijn erfgenamen altijd zou toebehoren en had de absolute zeggenschap over het grondgebied, de opstallen en bewoners.
Enkele directeuren van de Compagnie, zoals Samuel Goodijn, Samuel Blommart, Kiliaen van Rensselaer, de Heer Pauw en Jan de Laet, maten zich de titel van Patroon aan en zonden Wouter van Twiller als hun vertegenwoordiger naar Nieuw-Nederland om de beste stukken land uit te kiezen en van de lokale bewoners te verwerven met het doel zich daar te vestigen. Peter Minuit kreeg de rol van Gouverneur.
Bij Fort Oranje ontstond de nederzetting Beverwijck in 1647, het latere Albany.
Het gezag over het hele gebied, inclusief Fort Oranje, is onder druk van oorlog op 27 augustus 1664 door Gouverneur Peter Stuyvesant aan de Engelsen overgedragen, in ruil voor behoud van het gezag over Suriname, dat de  Nederlanders ook hadden hadden veroverd. In de Derde Engels-Nederlandse Oorlog (1672 - 1674) veroverde Nederland Nieuw-Amsterdam nog kort terug maar op 19 februari 1674 bij ondertekening van het Verdrag van Westminster werd Nieuw-Amsterdam officieel het bezit van de Engelsen. Nieuw-Amsterdam werd door de Engelsen vernoemd naar de Hertog van York Karel II van Engeland, de broer van de Engelse koning, tot New York.